# Muzeum filmů Zdeňka a Jana Svěrákových
Muzeum filmů Zdeňka a Jana Svěrákových je stálá expozice na zámku v Čechách pod Kosířem v okrese Prostějov v Olomouckém kraji. Impuls k založení muzea vzešel během výstavy u příležitosti uvedení filmu Kuky se vrací, kterou na zámku připravovali ve spolupráci s Janem Svěrákem. Autoři myšlenky tehdy pociťovali lítost nad skutečností, že se jednotlivé rekvizity po skončení natáčení založí do archivů bez jejich dalšího využití.
Vznikla proto stálá výstava, na níž mohou návštěvníci zhlédnout v odkazu na Obecnou školu figurínu učitele Igora Hnízda, který stojí před tabulí s napnutou rákoskou, a vyfotit se s ním, nebo zasednout do replik školních lavic z téhož filmu, dále je vystaveno okénko ze snímku Vratné lahve nebo v upomínce na film Kuky se vrací je zde Kukyho auto a lesní příbytek. Jsou tu i některé prvky, jež se objevily ve snímku Tmavomodrý svět. V roce 2017 se navíc muzeum rozšířilo i některé prvky ze snímku Po strništi bos, který měl ten rok premiéru. Všechny vystavené rekvizity jsou – až na školní lavici – originály, tedy takové, jak byly užity ve snímcích Zdeňka a Jana Svěrákových. Vedle toho muzeum vystavuje i psací stroj používaný Zdeňkem Svěrákem při psaní jeho textů. Dostal ho od své babičky a tvořil na něm školní časopisy, hry Divadla Járy Cimrmana i scénáře k filmům. Nakonec však stroj vyměnil za počítač.
Otevření muzea se uskutečnilo 2. dubna 2016 za účasti Jana Svěráka. Druhé otevření proběhlo asi o dva měsíce později (10. června), kdy se ho zúčastnil i Zdeněk Svěrák. Součástí oslav bylo vystoupení kapely Buty, s níž si na koncertu Zdeněk Svěrák i zazpíval.